# Litophyton maldivensis
Litophyton maldivensis is een zachte koralensoort uit de familie van de Alcyoniidae. De wetenschappelijke naam van de soort is voor het eerst geldig gepubliceerd in 1905 door HIckson.